# باد دوبن
باد دوبن (بالألمانية: Bad Düben) هي بلدة ألمانية تقع في ألمانيا في ساكسونيا.[بحاجة لمصدر]  يقدر عدد سكانها بـ 8,702 نسمة .